# Велькополе (Єнджейовський повіт)
Велькополе (пол. Wielkopole) — село в Польщі, у гміні Слупія Єнджейовського повіту Свентокшиського воєводства.
Населення — 112 осіб (2011).
У 1975-1998 роках село належало до Келецького воєводства.

## Демографія
Демографічна структура на день 31 березня 2011 року:
|          | Загалом | Допрацездатний вік | Працездатний вік | Постпрацездатний вік |
| -------- | ------- | ------------------ | ---------------- | -------------------- |
| Чоловіки | 57      | 13                 | 36               | 8                    |
| Жінки    | 55      | 13                 | 28               | 14                   |
| Разом    | 112     | 26                 | 64               | 22                   |